# Akcija mladih
Akcija mladih (kratica: AM) je politička stranka osnovana 22. veljače 2005. u Lovranu.[nedostaje izvor]
Sjedište stranke je u Rijeci. Stranka se zalaže za progresivna[nedostaje izvor] pitanja i pitanja vezana uz položaj mladih.[nedostaje izvor]

## Povijest
Akcija mladih djeluje od svog osnutka na području gotovo cijele Hrvatske, s aktivnim ograncima u većim gradovima.  
Akcija mladih je jedina[nedostaje izvor] stranka mladih u Hrvatskoj koja ima kontinuiran rad od svog osnutka 2005. do danas, te jedina[nedostaje izvor] stranka mladih u Hrvatskoj koja ima svoje zastupnike u lokalnim parlamentima.
Na izbornoj skupštini održanoj 4. rujna 2010. Akcija mladih je kao načela usvojila Global Green Charter, te je predala zahtjev za članstvom u Uniji Europskih zelenih stranaka.[nedostaje izvor]
Iako imenom i orijentacijom ne potpuno zelena stranka, Akcija mladih se u dosadašnjem djelovanju uglavnom isticala brigom za okoliš i zdravlje građana, te se suprotstavljala zagađivačima[nedostaje izvor] (mahom velikim korporacijama)[nedostaje izvor] i lokalnim političarima[nedostaje izvor] koji su zaobilazili zakone i propise kako bi pogodovali zagađivačima na štetu građana i okoliša.[nedostaje izvor]
Na Zelenoj akademiji održanoj u kolovozu 2011. na otoku Visu zaključeno je da je Akcija mladih najjača stranka zelenog predznaka u Republici Hrvatskoj te da ima više vijećnika u tijelima lokalne samouprave od svih registriranih zelenih stranaka zajedno.[nedostaje izvor]

## Sudjelovanje na izborima
U Lovranu Akcija mladih osvaja 11% glasova i ulazi u vijeće.[nedostaje izvor] U ostalim jedinicama lokalne samouprave ostaje ispod izbornog praga.
Ostvareni rezultati na izborima:
- Primorsko-goranska županija 3349 glasova (3,23%)
- Grad Rijeka 1010 glasova (2,64%)
- Grad Split 486 glasova (1,00%)
- Grad Opatija 166 glasova (3,47%)
- Grad Zadar 249 glasova (1,00%)
- Općina Lovran 184 glasa (10,65%)

Nakon izlaska na parlamentarne izbore 2007. godine Akcija mladih počinje pripreme za nadolazeće lokalne izbore 2009. na kojima se pokazuju rezultati četverogodišnjeg rada te Akcija mladih osvaja vijećnike u velikom broju lokalnih jedinica samouprave na području Primorsko-goranske i Istarske županije dok u ostalim jedinicama lokalne samouprave ostvaruje zapažen postotak, ali još uvijek ispod izbornog praga.
Nakon obrade rezultata lokalnih izbora liste Akcije mladih osvojile su sljedeća vijećnička mjesta:
- Primorsko-goranska županija 3 vijećnika (u koaliciji s Listom za Rijeku)
- Grad Rijeka 2 vijećnika (u koaliciji s Listom za Rijeku)
- Grad Opatija 2 vijećnika (samostalno)
- Općina Pićan 2 vijećnika (samostalno)
- Općina Matulji 1 vijećnik (samostalno)
- Općina Lovran 1 vijećnik (samostalno)
- Općina Omišalj 1 vijećnik (samostalno)
- Općina Kršan 1 vijećnik (samostalno)
- Gradska četvrt Stenjevec (ZG)1 vijećnik
- Gradska četvrt Podsused-Vrapče (ZG)1 vijećnik,

te velik broj vijećnika u vijećima mjesnih odbora brojnih gradova i općina diljem Hrvatske

## Inicijative i projekti
- Rafinerija nafte Mlaka u Rijeci[nedostaje izvor]
- Izgradnja nove koksare u Kostreni (Primorsko-goranska županija)[nedostaje izvor]
- Odlagalište azbestnog otpada Sović laz (Gorski kotar)[nedostaje izvor]
- Termoelektrana Plomin 3 na ugljen (Istra)[nedostaje izvor]

## Vanjske poveznice
- Službene stranice Akcije mladih  Arhivirana inačica izvorne stranice od 10. svibnja 2013. (Wayback Machine)
- Načela Akcije mladih  Arhivirana inačica izvorne stranice od 10. listopada 2011. (Wayback Machine)